# Saint-Jean-de-Daye
Saint-Jean-de-Daye ist eine französische Gemeinde mit 645 Einwohnern (Stand: 1. Januar 2022) im Département Manche in der Region Normandie. Sie gehört zum Kanton Pont-Hébert und zum Arrondissement Saint-Lô.
Sie grenzt im Nordwesten an Graignes-Mesnil-Angot, im Norden an Montmartin-en-Graignes, im Osten an Saint-Fromond, im Süden an Le Dézert und im Westen an Le Mesnil-Véneron. 

## Bevölkerungsentwicklung
| Jahr      | 1962 | 1968 | 1975 | 1982 | 1990 | 1999 | 2008 | 2018 |
| --------- | ---- | ---- | ---- | ---- | ---- | ---- | ---- | ---- |
| Einwohner | 441  | 519  | 521  | 611  | 595  | 614  | 607  | 635  |

## Sehenswürdigkeiten

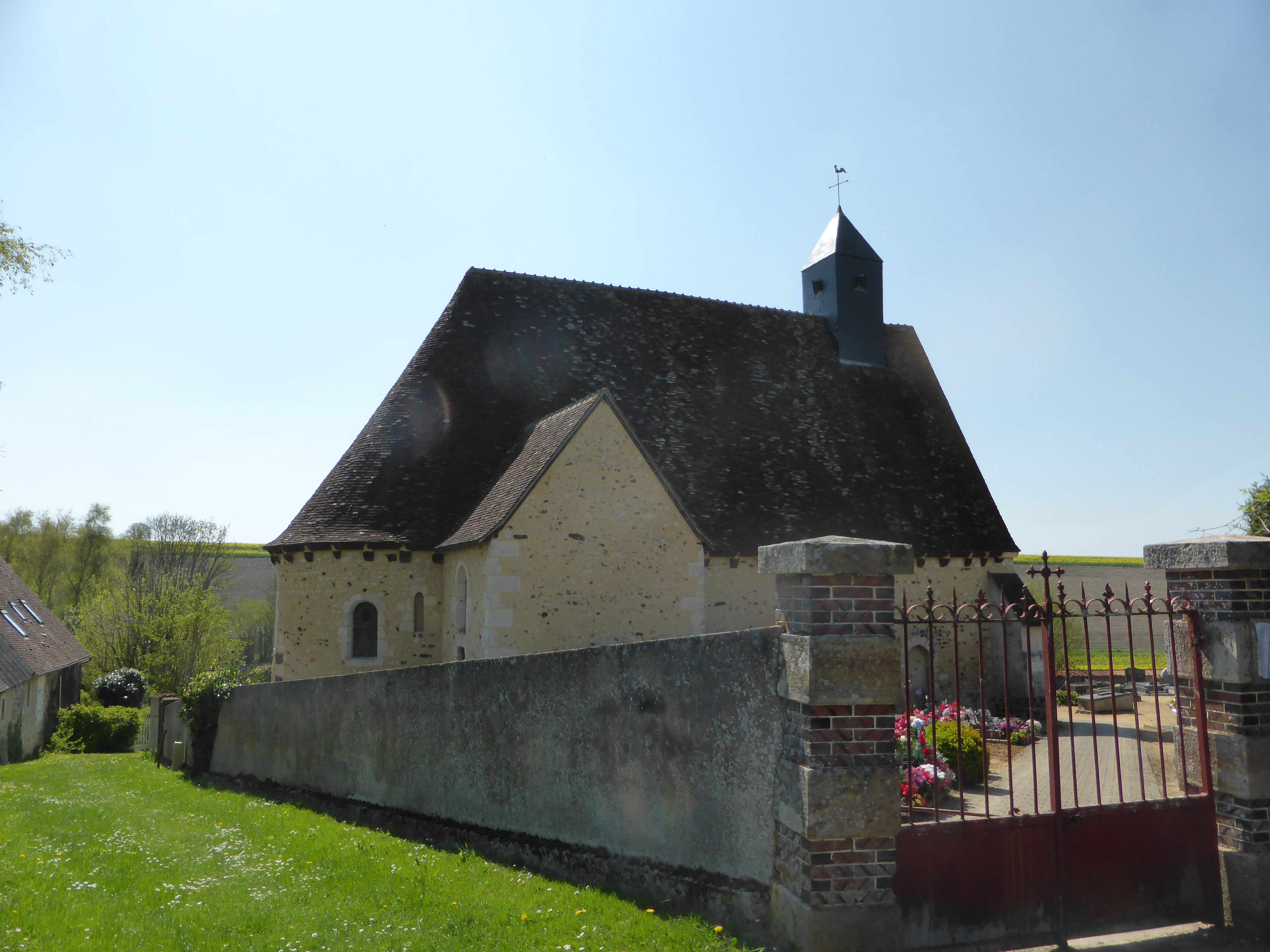
Kirche Notre-Dame

- Kirche Notre-Dame